# Maru Dueñas
María Eugenia Dueñas Vargas (3 de octubre de 1967-11 de noviembre de 2017), conocida como Maru Dueñas, fue una actriz mexicana, directora y productora teatral.
Estudió en la escuela Andrés Soler, para posteriormente estudiar en el Centro de Educación Artística de Televisa en 1986.

## Muerte
Falleció a causa de un paro respiratorio el día 11 de noviembre de 2017 cuando la camioneta en la que viajaba, propiedad de la empresa Televisa, impactó contra un camión en el kilómetro 46 de la carretera México-Cuernavaca. Junto con ella viajaba el director de escena Claudio Reyes Rubio, hijo de la actriz mexicana María Rubio.

## Trayectoria como actriz

### Televisión
- Como dice el dicho (2017) 3 episodios;
  - La letra con sangre entra (2017)
  - Amigo y de fiel empeño... (2015)
  - El valiente vive... (2011)
- Tres veces Ana (2016) - Cecilia
- Lo que la vida me robó (2014) - Zulema
- Alma de hierro (2008-2009) - Sonia
- Ellas son... la alegría del hogar (2009)
- La rosa de Guadalupe (2008-2012) 32 episodios;
  - Por tu bien (2012) - Lina
  - El dilema (2012) - Amparo
  - Amor ilegal (2012)
  - Vestida de besos (2012)
  - Encontrarse (2012)
  - Los reyes magos sí son mágicos (2012)
  - Payasitas (2012)
  - Los poetas malditos (2011)
  - En defensa propia (2011)
  - Corazón robado (2011)
  - Los príncipes no existen (2011)
  - La india (2011)
  - Mi adorada princesa (2011)
  - Una buena estrella (2011)
  - Un horizonte distinto (2011)
  - Dónde está el sol (2011)
  - El pacto (2011)
  - Adrenalina (2011)
  - Crecer con alegría (2011)
  - Clandestino (2011)
  - Antibullying (2011)
  - Las gotas de lluvia (2011)
  - Ebriorexia (2011)
  - La pequeña (2011)
  - Matar a Bambi (2011)
  - Los ricos del corazón (2011)
  - La fotografía (2011)
  - Amor falso (2011)
  - Aprendiendo a educar (2011) - Directora
  - Seguir al amor (2008) - Carmela
  - Cristinita (2008) - Cleotilde
  - Jamás secuestrarán tu alma (2008) - Soledad
- Los simuladores (2009)
- La fea más bella (2006) - Enfermera
- Mujer, casos de la vida real (2002-2016) 20 episodios;
  - El centro comercial: Verdades al descubierto (2006)
  - El centro comercial: Sin salida (2006)
  - El centro comercial: Horas de angustia (2006)
  - El centro comercial: Extorsión (2006)
  - El centro comercial: Decisión desesperada (2006)
  - Diminuto cielo (2005)
  - La mala gente (2004)
  - Con una pizca de optimismo (2004)
  - La fuerza de un sueño II (2004)
  - Las peores intenciones (2004)
  - Visiones (2003)
  - Amor altruista (2003)
  - Trampa maldita (2003)
  - Hijos del escándalo (2003)
  - La raíz del odio (2002)
  - El fin del mundo (2002)
  - Mi peor enemiga (2002)
  - La vida breve (2002)
  - Minutos vitales (2002)
  - Causa y consecuencia
- Piel de otoño (2004)
- El terreno de Eva (2003)
- La casa en la playa (2000) - Nina López
- Las delicias del poder (1999)
- Diversión desconocida (1998-1999)
- La Güereja y algo más (1998)
- Todo de todo (1991-1994)
- La chuchufleta (1995)
- La vida en risa (1994)
- Más allá del puente (1993) - Carmelita
- Ángeles blancos (1990-1991)
- Cenizas y diamantes (1990) - Cuquín

### Películas
- Las delicias del poder (1999) - Mujer de vestido blanco
- Hasta morir (1993) - Diana

### Teatro
- La Extraordinaria Historia De Nina, La Niña Come Libros
- La jaula de las locas[3]
- A Chorus Line
- Cats
- Las bodas de Fígaro
- Un tipo con suerte
- La isla del tesoro
- El príncipe feliz
- La leyenda del beso
- Nosotras que nos queremos tanto
- Gypsy
- Expreso astral
- Adorables enemigas
- Orgasmos
- Solo quiero hacerte feliz
- Placer o no ser
- Scherezada[4]
- Nosotras que nos queremos tanto
- El show de Jerry Lewis sin Jerry Lewis
- La misma gata pero con botas

### Cortometrajes
- La crisálida (1996)
- Letras capitales (1993)

## Dirección
- Papi piernas largas (2017)

### Diálogos
- Primera parte de Me declaro culpable (2017)
- Tres veces Ana (2016)
- Lo que la vida me robó (2013-2014)

## Producción
- En busca de una familia feliz (1986)
- Cinexxxitarse (1996)